# Admetovis similaris
Admetovis similaris là một loài bướm đêm trong họ Noctuidae.